# Восстановление на момент времени
Восстановление на момент времени (Point-in-time recovery, PITR) в контексте компьютерных систем представляет собой такую возможность восстановления старого состояния системы, когда восстанавливается состояние системы или её части из прошлого, с указанием на конкретный момент прошлого, на который актуально восстанавливаемое состояние .
В качестве примера реализации можно привести возможность Windows XP восстанавливать настройки операционной системы с прошлой даты сохранения (например, до того, как произошло повреждение данных). 
Time Machine для Mac OS X представляет собой еще один пример восстановления на момент времени.
После запуска ведения журнала PITR для базы данных с поддержкой PITR администратор базы данных может восстановить эту базу данных из резервных копий до состояния, в котором она была в любое время с начала работы журналирования. В качестве примера такого журнала можно назвать WAL СУБД PostgreSQL.
PITR может быть реализовано на уровне файловой системы. Такую функцию предоставляет механизм мгновенных снимков ZFS. Существуют реализации концепции и на более низком уровне, таком, как управление дисковым массивом или отдельным диском.
Восстановление с использованием PITR соответствует 4-му уровню плана восстановления, определённого в совместно принятой компанией IBM и руководящим техническим комитетом SHARE классификацией планов обеспечения непрерывности бизнеса.